# Malumore francese
Malumore francese è un singolo del cantautore italiano Michele Bravi, in collaborazione con la cantautrice italiana Carla Bruni, pubblicato il 22 marzo 2024 come terzo estratto dal quarto album in studio Tu cosa vedi quando chiudi gli occhi.

## Descrizione
Il singolo è stato scritto dallo stesso Michele Bravi insieme ad Antonio Caputo ed Emanuele Mattozzi.
Descrivendo il duetto, Bravi ha raccontato:

## Video musicale
Il video musicale, diretto da Johnny Carrano, è stato pubblicato in concomitanza all'uscita del brano attraverso il canale YouTube del cantautore.

## Tracce
Testi e musiche di Michele Bravi, Antonio Caputo ed Emanuele Mattozzi.
1. Malumore francese (feat. Carla Bruni) – 3:01